# Cricotopus tamannulatus
Cricotopus tamannulatus är en tvåvingeart som beskrevs av Sasa 1981. Cricotopus tamannulatus ingår i släktet Cricotopus och familjen fjädermyggor. Inga underarter finns listade i Catalogue of Life.